# Scarabaeus clanceyi
Scarabaeus clanceyi är en skalbaggsart som beskrevs av Ferreira 1954. Scarabaeus clanceyi ingår i släktet Scarabaeus och familjen bladhorningar. Inga underarter finns listade i Catalogue of Life.